# Orta di Atella
Orta di Atella är en ort och kommun i provinsen Caserta i regionen Kampanien i Italien. Kommunen hade 27 311 invånare (2017).